# Yūji Nakazawa
Yūji Nakazawa (jap. 中澤 佑二 Nakazawa Yūji; * 25. Februar 1978 in Yoshikawa, Saitama) ist ein japanischer ehemaliger Fußballspieler auf der Position eines Verteidigers.

## Karriere
Nakazawa spielte in seiner Jugend bei der Yoshikawa-Higashi-Mittelschule und der Misato Technische Oberschule. Bereits als Schüler schrieb er in sein Notizbuch: „Eines Tages werde ich für Japan bei der Weltmeisterschaft spielen und Kapitän meines Landes sein.“ Nach seinem Schulabschluss ging er im Jahr 1996 nach Brasilien, um sich spielerisch weiterzuentwickeln. In seiner Zeit bei América Mineiro gewann der athletische und kräftige Abwehrspieler deutlich an Ballsicherheit. Nach seiner Rückkehr in die Heimat erhielt er nach einem weiteren Ausbildungsjahr 1999 bei Verdy Kawasaki, der kurze Zeit später zum heutigen Klub Tokyo Verdy wurde, einen Profivertrag.
In der Saison 1999 avancierte Nakazawa in der J. League zur Entdeckung des Jahres und bestritt 28 Punktspiele. Bereits in seinem Debütjahr überzeugte er durch seine lautstarke Präsenz auf dem Platz. 2002 wechselte Nakazawa zu den Yokohama F. Marinos und spielte dort unter dem späteren Nationaltrainer Takeshi Okada. Er trug in den Jahren 2003 und 2004 zum Gewinn der J. League bei und wurde im zweiten Meisterschaftsjahr zum wertvollsten Spieler der Liga gewählt, woraufhin mehrere ausländische Clubs ihn verpflichten wollten, darunter der Bundesligist 1. FC Köln. In den folgenden Jahren konnte Yokohama diese Erfolge zwar nicht wiederholen, doch Nakazawa blieb der Schlüsselspieler der Mannschaft und wurde in der J. League fünf Mal in die beste Elf der Saison gewählt.
Für die Japanische Nationalmannschaft debütierte er am 28. September 1999 gegen den Iran. Bei der Weltmeisterschaft 2002 im eigenen Land wurde Nakazawa nicht berücksichtigt, doch in Zicos vierjähriger Amtszeit gehörte er regelmäßig zum Aufgebot und bestritt bei der WM 2006 in Deutschland alle drei Vorrundenspiele. Nach diesem Turnier trat er überraschend aus der Nationalmannschaft zurück, kehrte jedoch bereits kurze Zeit später zurück. Yūji Nakazawa war der dritte japanische Spieler, der die Rekordmarke von 100 Länderspielen erreichte, und dabei zwei AFC Asienmeistertitel gewann. Er stand im Aufgebot Japans zur Fußball-Weltmeisterschaft 2010 in Südafrika.

## Statistiken

### Stationen
- Yoshikawa-Higashi-Mittelschule
- Misato Technische Oberschule
- América Futebol Clube (Brasilien, bis 1998)
- Verdy Kawasaki bzw. Tokyo Verdy 1969 (1999 bis 2001)
- Yokohama F. Marinos (seit 2002)

## Erfolge
Yokohama F. Marinos
- J. League Division 1: 2003, 2004
- Kaiserpokal: 2013

## Auszeichnungen
- J. League Best Young Player: 1999
- J.League Most Valuable Player: 2004
- J. League Best Eleven: 1999, 2003, 2004, 2005, 2008